# Fangschleuse
Fangschleuse ist ein bewohnter Gemeindeteil der Gemeinde Grünheide (Mark) im Landkreis Oder-Spree im Land Brandenburg.

## Geografische Lage
Der Wohnplatz liegt westlich des Gemeindezentrums und wird von der Löcknitz durchflossen. Westlich führt die Bundesautobahn 10 in Nord-Süd-Richtung vorbei. Nördlich befindet sich der Wohnplatz Hortwinkel der Gemeinde Rüdersdorf bei Berlin, südlich mit Freienbrink ein weiterer Wohnplatz von Grünheide.

## Geschichte
Die Siedlung wurde erstmals im Jahr 1750 auf der Fang-Schleuse in der Rüdersdorfer Heide erwähnt und war mit zwei Holzschlägern und einem Büdner besetzt, die sich am westlichen Ufer des Werlsees niedergelassen hatten. Der Name der Siedlung geht auf eine Fangschleuse am Abfluss des Werlsees zurück. Die Heide gehörte damals zum Amt Rüdersdorf und entwickelte sich vergleichsweise rasch: Im Jahr 1773 waren es sechs Büdner, darunter zwei Holzschläger sowie zwei Paar Hausleute, 1791 bereits neun Büdner und fünf Hausleute oder Einlieger, die sechs Feuerstellen (=Haushalte) betrieben. In Summe lebten zu dieser Zeit 37 Personen im Dorf. Bis 1801 war die Anzahl auf 50 Personen angewachsen. Fangschleuse hatte sich zu einer Kolonie im Rüdersdorfer Forst entwickelt, in dem sechs Büdner und drei Einlieger lebten. Es gab nach wie vor sechs Feuerstellen, aber auch einen eigenen Krug. 
Fangschleuse gehörte zum III. Heidedistrikt der Rüdersdorfer Heide. Im Jahr 1817 lebten 64 Personen, 1840 bereits 103 Personen in zwölf Wohnhäusern. Zusätzlich zur Kolonie entwickelte sich ein Abbau, der 1860 als „am Werlsee“ geführt wurde. In Fangschleuse standen zwölf Wohn- und 15 Wirtschaftsgebäude, in denen 123 Personen lebten (1858). Durch weitere Ansiedlungen und den Bau der Niederschlesisch-Märkischen Eisenbahn wuchsen die Siedlungen im III. Heidedistrikt, der ab 1889 Werlsee hieß, stark an. Im Jahr 1927 bestand der Werlseer Ortsteil Fangschleuse aus der Ansiedlung, dem Forsthaus und dem Bahnhof. Dort lebten 17, im Dorf mittlerweile 924 Personen. 1934 benannten die Nationalsozialisten die Gemeinde Werlsee in Grünheide um. 
In der Zeit der DDR gab es im Dorf einen Betriebsteil Fangschleuse des VEB Elektrokohle Lichtenberg, die Oberförsterei Erkner und die Revierförsterei Fangschleuse. Ab 1950 war Fangschleuse Wohnplatz, ab 1973 ein Ortsteil von Grünheide.

## Kultur und Sehenswürdigkeiten

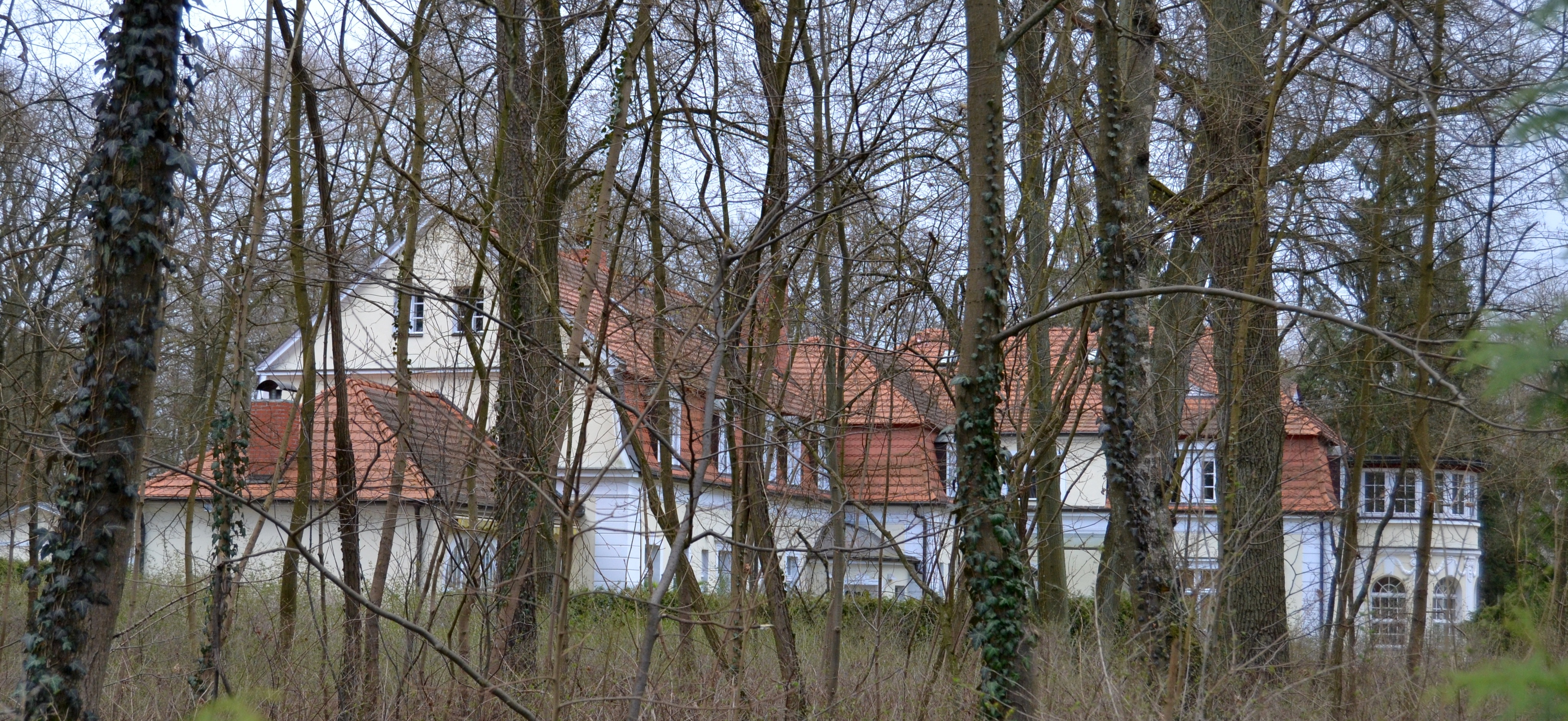
Villenanlage

- Die Villenanlage mit Park steht unter Denkmalschutz.
- Naturschutzgebiet Löcknitztal

## Verkehr
Der Ortsteil liegt an der Bahnstrecke Berlin–Frankfurt (Oder) und hat einen eigenen Haltepunkt Fangschleuse, der von der Regional-Express-Linie RE 1 Magdeburg–Berlin–Frankfurt (Oder) bedient wird. Der Automobilhersteller Tesla betreibt südlich von Grünheide-Fangschleuse ein großes Werk zur Fahrzeugproduktion. Es ist geplant, bis Ende 2026 den Haltepunkt näher an das Werk heran zu verlegen, wobei er auch erheblich vergrößert werden soll.